# Forstrarchaea rubra
Forstrarchaea rubra är en spindelart som först beskrevs av Forster 1949.  Forstrarchaea rubra ingår i släktet Forstrarchaea och familjen Pararchaeidae. Inga underarter finns listade i Catalogue of Life.